# بعد عشرين عاما (قصة قصيرة)

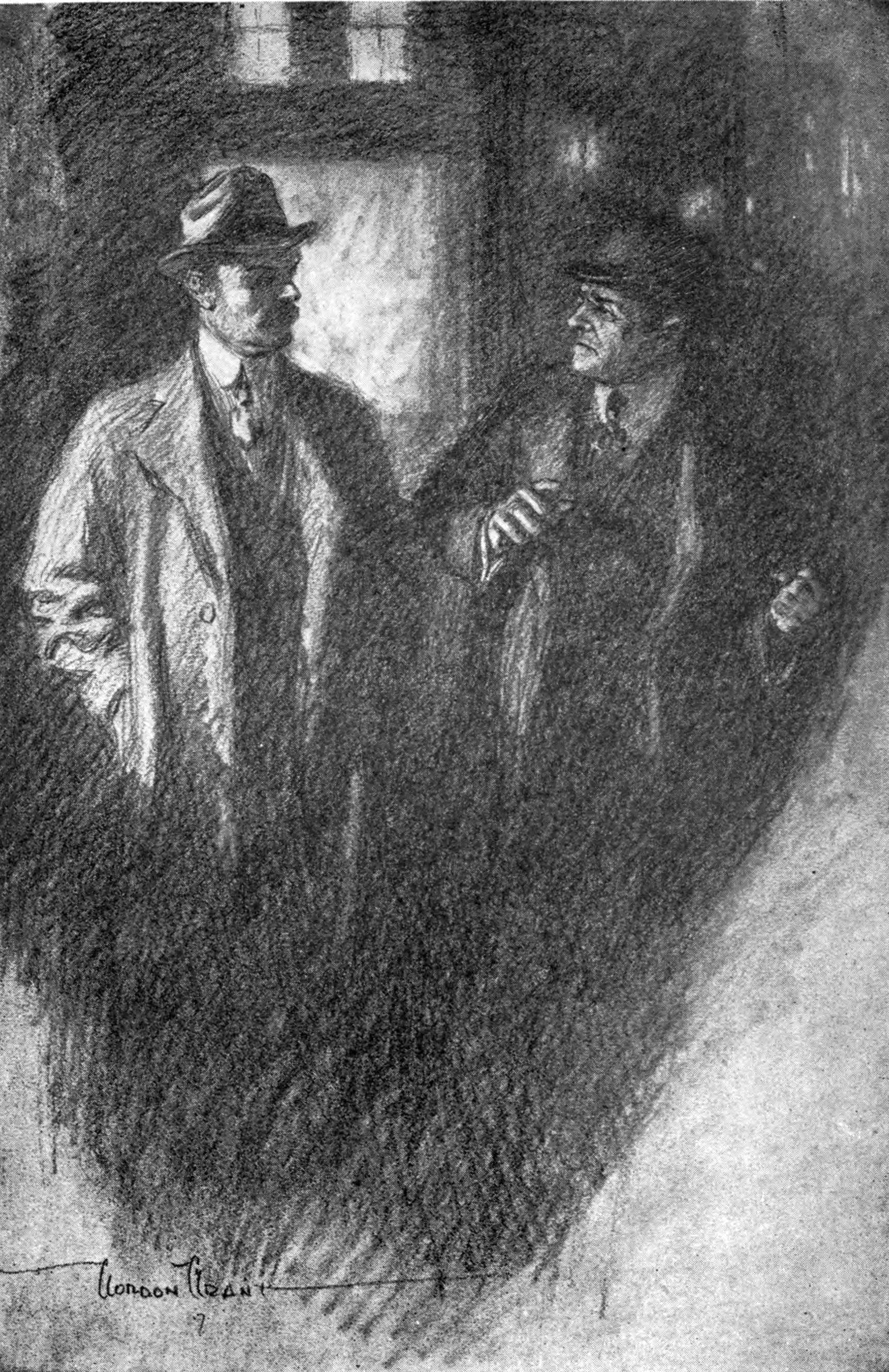
توقف الرجل من الغرب فجأة وأطلق يده. "أنت لست جيمي ويلز" ، التقط رسمًا ... رسمًا إيضاحيًا لجوردون جرانت لـ "بعد عشرين عامًا" في الطبعة التذكارية لعام 1917 من عمل أوه هنري

بعد عشرين عاما هي قصة قصيرة ألفها اوه هنري نشرت في مجموعته الأدبية «أربعة ملايين» عام 1906.

## حبكة الرواية
جيمي ويلس وبوب هما الشخصيات المحورية. نشأ كلاهما في مدينة نيويورك كأخوين وانفصلا عندما كان يبلغ عمر جيمي 20 عامًا وبوب18 عامًا. غامر بوب إلى الغرب لكسب الثروة واختار جيمي البقاء في مدينة نيويورك للقيام بنفس الشيء. تواصل الصديقان لبضع سنوات فيما بينهما ولكن في وقت لاحق فقدا مسار بعضهما البعض .
كان لدى بوب وجيمي اتفاق للقاء بعد عشرين عامًا في مكان معين بالقرب من مطعم . اثناء انتظار بوب، وصل شرطي وبدأ الحديث باسم بوب ويتفاخر بمدى حسن حالته في هذه الاثناء . في وقت لاحق يصل جيمي ويلز وهم يمشون إلى منطقة مضاءة . يكتشف بوب ان هذا الشخص ليس جيمي الذي يعرفه . يكشف الرجل عن نفسه بأنه شرطي بملابس مدنية ويعتقل بوب، وهو مجرم مطلوب . قبل الذهاب إلى مركز الشرطة اعطى بوب رسالة من جيمي . يقرأها بوب ويدرك ان الشرطي الذي قابله في وقت سابق كان جيمي ويلز. نص جيمي في الرسالة على انه لم يكن لديه قلب لألقاء القبض على صديقه الخاص وبالتالي فقد ارسل شرطي بملابس مدنية للقيام بذلك.